# Barbaggio
Barbaggio (Corsicaans: Barbaghju) is een gemeente in het Franse departement Haute-Corse (regio Corsica) en telt 216 inwoners (2008). De plaats maakt deel uit van het arrondissement Calvi.

## Geografie
De oppervlakte van Barbaggio bedraagt 11,1 km², de bevolkingsdichtheid is 19,5 inwoners per km².

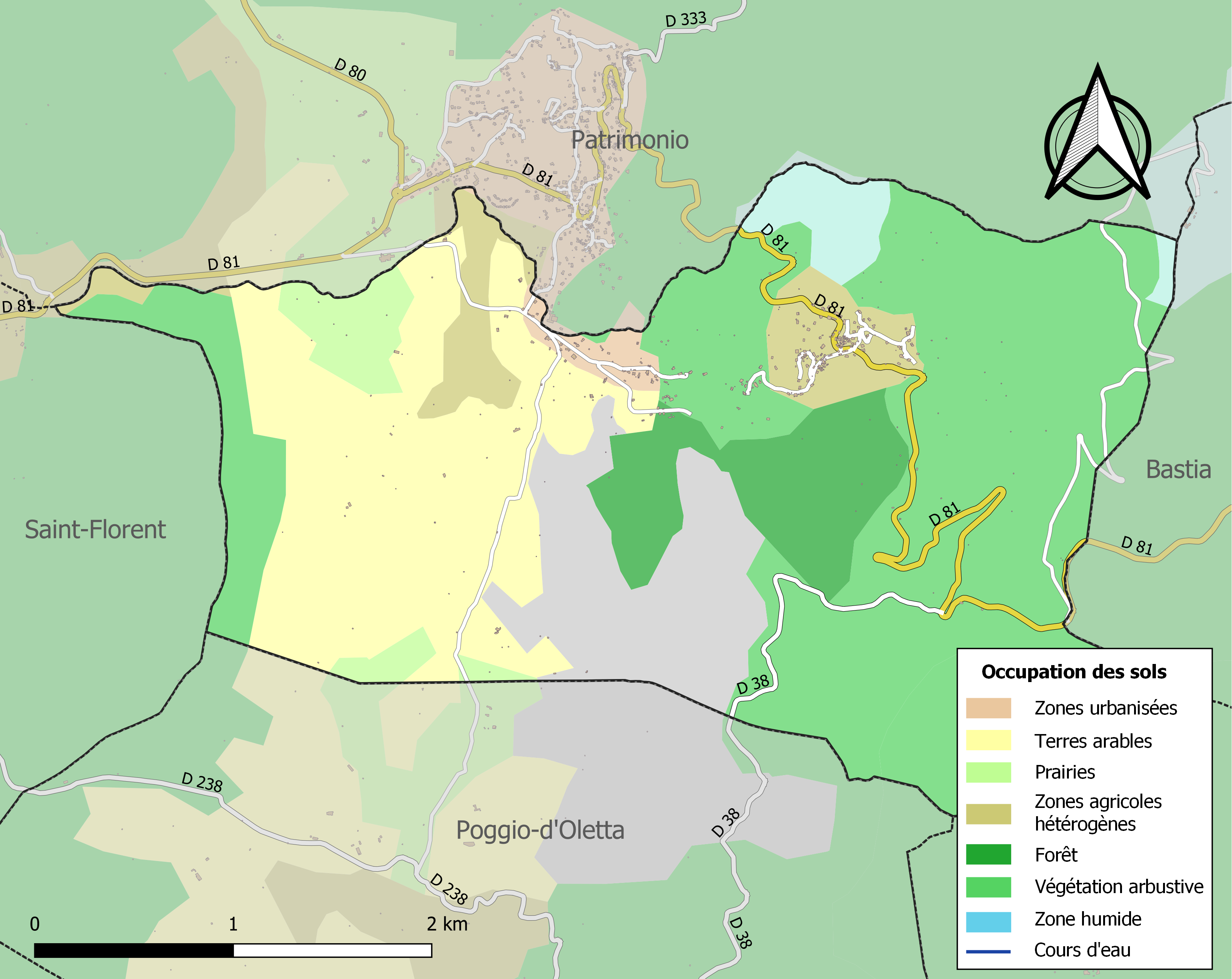
Kaart van de gemeente met de belangrijkste infrastructuur, bodemgebruik en omliggende gemeenten

## Demografie
Onderstaande figuur toont het verloop van het inwonertal (bron: INSEE-tellingen).

Vanwege een beveiligingsprobleem met de MediaWiki Graph-software is het momenteel niet mogelijk deze grafiek weer te geven. Zodra de software is bijgewerkt zal de grafiek vanzelf weer zichtbaar worden.
1. ↑  Populations de référence 2022.